# Liste der UCI Continental Teams 2025
Die Liste enthält die bei der UCI  registrierten UCI Continental Teams in der Saison 2025.
Stand: 4. April 2025
| Team-Name                                         | Land                         | UCI-Code |
| ------------------------------------------------- | ---------------------------- | -------- |
| 7Eleven Cliqq Roadbike Philippines                | Philippinen                  | 7RP      |
| Adria Mobil                                       | Slowenien                    | SDR      |
| Agadir Vélo Propulsion                            | Marokko                      | AVP      |
| Airtox-Carl Ras                                   | Dänemark                     | GSH      |
| Aisan Racing Team                                 | Japan                        | AIS      |
| Almaty                                            | Kasachstan                   | ALM      |
| Alpecin-Deceuninck Development Team               | Belgien                      | ADD      |
| Anicolor/Tien 21                                  | Portugal                     | ATI      |
| AP Hotels & Resorts / Tavira / AC Farense         | Portugal                     | ATF      |
| ARBÖ Kärnten Sport Feld am See                    | Österreich                   | FAS      |
| Arkéa-B&B Hôtels Continental                      | Frankreich                   | ABB      |
| Art Cycling Team                                  | Kirgisistan                  | ACT      |
| ASC Monsters Indonesia                            | Indonesien                   | ASC      |
| Atom 6 Bikes-Decca Continental Team               | Australien                   | A6T      |
| ATT Investments                                   | Tschechien                   | ATT      |
| AVC Aix Provence Dole                             | Frankreich                   | AIX      |
| Aviludo-Louletano-Loulé                           | Portugal                     | ALL      |
| Bahrain Victorious Development Team               | Brunei                       | BVD      |
| BEAT Cycling                                      | Niederlande                  | BCY      |
| Beltrami TSA Tre Colli                            | Italien                      | BTC      |
| Benotti Berthold                                  | Deutschland                  | BUB      |
| BHS-PL Beton Bornholm                             | Dänemark                     | BPC      |
| Biesse-Carrera-Premac                             | Italien                      | BIE      |
| Bike Aid                                          | Deutschland                  | BAI      |
| Bodywrap LTwoo Cycling Team                       | Volksrepublik China          | BDR      |
| Bourg-en-Bresse Ain Cyclisme                      | Frankreich                   | BAC      |
| Camp Cycling Team                                 | Volksrepublik China          | CCT      |
| Canel's-Java                                      | Mexiko                       | CAJ      |
| CCACHE x Bodywrap                                 | Australien                   | CBW      |
| Chengdu DYC Cycling Team                          | Volksrepublik China          | CDT      |
| China Glory-Mentech Continental Cycling Team      | Volksrepublik China          | CGC      |
| CIC U Nantes                                      | Frankreich                   | UCN      |
| Credibom / LA Alumínios / Marcos Car              | Portugal                     | LAA      |
| Decathlon AG2R La Mondiale Development Team       | Frankreich                   | DAD      |
| Development Team Picnic PostNL                    | Niederlande                  | DDP      |
| Diftar Continental Cyclingteam                    | Niederlande                  | DCC      |
| Dukla Banska Bystrica                             | Slowakei                     | DKB      |
| EF Education-Aevolo                               | Vereinigte Staaten           | EFA      |
| Efapel Cycling                                    | Portugal                     | EFL      |
| Elkov-Kasper                                      | Tschechien                   | EKA      |
| Energus Cycling Team                              | Litauen                      | ENT      |
| Epronex-Hungary Cycling Team                      | Ungarn                       | EPR      |
| EuroCyclingTrips-CCN                              | Guam                         | ECT      |
| Factor Racing                                     | Slowenien                    | FRT      |
| Feirense-Beeceler                                 | Portugal                     | CDF      |
| FNIX-SCOM-Hengxiang Cycling Team                  | Volksrepublik China          | FNX      |
| Gapyeong Cycling Team                             | Südkorea                     | GPC      |
| General Store-Essegibi-F.Lli Curia                | Italien                      | GEF      |
| Geumsan Insam Cello                               | Südkorea                     | GIC      |
| GI Group Holding-Simoldes-UDO                     | Portugal                     | GSU      |
| Giant Cycling Team                                | Volksrepublik China          | MSS      |
| Go for Gold Philippines                           | Philippinen                  | G4G      |
| Gragnano Sporting Club                            | Italien                      | GSC      |
| Grant Thornton Cycling Team                       | Thailand                     | GTC      |
| Groupama-FDJ                                      | Frankreich                   | CGF      |
| GW Erco Shimano                                   | Kolumbien                    | GES      |
| Hagens Berman Jayco                               | Australien                   | HBG      |
| HKSI Pro Cycling Team                             | Hongkong                     | HKS      |
| Hrinkow Advarics                                  | Österreich                   | HAC      |
| Huansheng-Vonoa-Taishan Sport Team                | Volksrepublik China          | HST      |
| Hustle Pro Cycling                                | Kanada                       | HUS      |
| Illes Balears Arabay                              | Spanien                      | IBA      |
| Israel Premier Tech Academy                       | Israel                       | ICA      |
| Istanbul Büyükșehir Belediye Spor Türkiye         | Türkei                       | IBB      |
| Jakarta Pro Cycling Team                          | Indonesien                   | JPC      |
| Java-Inovotec Pro Team                            | Ruanda                       | JIT      |
| JCL Team Ukyo                                     | Japan                        | JCL      |
| Karcag Cycling Épkar Team                         | Ungarn                       | KGC      |
| Kinan Racing Team                                 | Japan                        | KIN      |
| Konya Büyükşehir Belediye Spor                    | Türkei                       | KBB      |
| KSPO Professional                                 | Südkorea                     | KSP      |
| Li Ning Star                                      | Volksrepublik China          | LNS      |
| Lidl-Trek Future Racing                           | Vereinigte Staaten           | LTF      |
| Lillehammer CK Continental Team                   | Norwegen                     | LCT      |
| Lotto Development Team                            | Belgien                      | LOD      |
| Lucky Sport Cycling Team                          | Schweden                     | LUC      |
| LX Cycling Team                                   | Südkorea                     | LXC      |
| Madar Pro Cycling Team                            | Algerien                     | MPT      |
| Malaysia Pro Cycling                              | Malaysia                     | MPC      |
| Manas-Apex                                        | Kirgisistan                  | MAX      |
| Matrix Powertag                                   | Japan                        | MTR      |
| May Stars                                         | Ruanda                       | MSR      |
| Mazowsze Serce Polski                             | Polen                        | MSP      |
| MBH Bank Ballan CSB                               | Italien                      | MBH      |
| MENtoRISE Teem CCN                                | Rumänien                     | MEN      |
| Metec-Solarwatt p/b Mantel                        | Niederlande                  | MET      |
| MG.K Vis Costruzioni e Ambiente                   | Italien                      | MGK      |
| MitoQ-NZ Cycling Project                          | Neuseeland                   | NZP      |
| Monogo Lubelskie Perła Polski                     | Polen                        | LPP      |
| Monzon-Incolor-Gub                                | Rumänien                     | MIG      |
| Motala AIF Serneke Allebike                       | Schweden                     | MSA      |
| Movistar-Best PC                                  | Ecuador                      | MBP      |
| Myvelo Pro Cycling Team                           | Deutschland                  | MCT      |
| Nice Métropole Côte d’Azur                        | Frankreich                   | NMC      |
| Nu Colombia                                       | Kolumbien                    | TNC      |
| Nusantara-BYC                                     | Indonesien                   | NCT      |
| OU7 Cycling Team                                  | Usbekistan                   | OUZ      |
| Pardus Cycling Team                               | Volksrepublik China          | PDS      |
| Parkhotel Valkenburg                              | Niederlande                  | PHV      |
| Petrolike                                         | Mexiko                       | PTL      |
| Pierre Baguette Cycling                           | Slowakei                     | PBC      |
| Pingtan International Tourism Island Cycling Team | Volksrepublik China          | PIT      |
| Pio Rico Cycling Team                             | Bolivien                     | PRB      |
| Plus Performance-Solutos                          | Chile                        | PPS      |
| Pogi Team Gusto Ljubljana                         | Slowenien                    | PGL      |
| Project Echelon Racing                            | Vereinigte Staaten           | PEC      |
| Quick Pro Team                                    | Mongolei                     | QPT      |
| Radio Popular-Paredes-Boavista                    | Portugal                     | RPB      |
| Red Bull-Bora-hansgrohe Rookies                   | Deutschland                  | RBC      |
| Rembe-Rad-net                                     | Deutschland                  | RNR      |
| Roojai Insurance                                  | Thailand                     | ROI      |
| Run&Race-Wibatech                                 | Deutschland                  | SWT      |
| Sahand Pump Crown Tabriz                          | Iran                         | SPT      |
| Sam-Vitalcare-Dynatek                             | Italien                      | IPD      |
| S.C. Padovani Polo Cherry Bank                    | Italien                      | PAD      |
| Seoul Cycling Team                                | Südkorea                     | SCT      |
| Shenzhen Kung Cycling Team                        | Volksrepublik China          | KSZ      |
| Shenzhen Xidesheng Cycling Team                   | Volksrepublik China          | XDS      |
| Shimano Racing                                    | Japan                        | SMN      |
| Sidi Ali-Unlock Team                              | Marokko                      | SUT      |
| Soudal Quick-Step Devo Team                       | Belgien                      | SQD      |
| Sparkle Oita Racing Team                          | Japan                        | SPA      |
| Spor Toto Cycling Team                            | Türkei                       | STC      |
| Standard Insurance Phi                            | Philippinen                  | PHI      |
| St George Continental Cycling Team                | Australien                   | STG      |
| St Michel-Preference Home-Auber 93                | Frankreich                   | AUB      |
| Suez Canal Discovery                              | Ägypten                      | SCD      |
| Swift Pro Cycling                                 | Brasilien                    | SCP      |
| Tarteletto-Isorex                                 | Belgien                      | TIS      |
| Tavfer-Ovos Matinados-Mortágua                    | Portugal                     | TAV      |
| Team Amani                                        | Ruanda                       | AMN      |
| Team Bridgestone Cycling                          | Japan                        | BGT      |
| Team ColoQuick                                    | Dänemark                     | TCQ      |
| Team Coop-Repsol                                  | Norwegen                     | TCR      |
| Team Give Steel-2M Cycling Elite                  | Dänemark                     | TMC      |
| Team Lotto Kern-Haus PSD Bank                     | Deutschland                  | LKH      |
| Team Medellín-EPM                                 | Kolumbien                    | MED      |
| Team Novo Nordisk Development                     | Vereinigte Staaten           | TND      |
| Team Sistecrédito                                 | Kolumbien                    | ESC      |
| Team Skyline                                      | Vereinigte Staaten           | TSL      |
| Team Storck-Metropol Cycling                      | Deutschland                  | TSM      |
| Team Technipes #inEmiliaRomagna                   | Italien                      | TER      |
| Team United Shipping                              | Ungarn                       | TUS      |
| Team Vino-North Qazaqstan Region                  | Kasachstan                   | VNQ      |
| Team Visma-Lease a Bike Development               | Niederlande                  | VLD      |
| Team Vorarlberg                                   | Österreich                   | VBG      |
| Terengganu Cycling Team                           | Malaysia                     | TSG      |
| Thailand Continental Cycling Team                 | Thailand                     | TCC      |
| The Hurricane & Thunder Cycling Team              | Volksrepublik China          | THT      |
| Tianyoude Hotel Cycling Team                      | Volksrepublik China          | TYD      |
| Tirol KTM Cycling Team                            | Österreich                   | TIR      |
| Tommi’s Radltankstelle Team                       | Iran                         | TRT      |
| Tudor Pro Cycling Team U23                        | Schweiz                      | TUU      |
| Tufo-Pardus Prostějov                             | Tschechien                   | SKC      |
| UAE Team Emirates Gen Z                           | Vereinigte Arabische Emirate | UAZ      |
| UC Trevigiani-Energiapura Marchiol                | Italien                      | UTC      |
| Uijeongbu Cycling Team                            | Südkorea                     | UCT      |
| Universe Cycling Team                             | Niederlande                  | UNI      |
| Utsunomiya Blitzen                                | Japan                        | BLZ      |
| Van Rysel-Roubaix                                 | Frankreich                   | VRR      |
| VC Fukuoka                                        | Japan                        | VCF      |
| Vélo Club Villefranche Beaujolais                 | Frankreich                   | VVB      |
| Veloce Club Rouen 76                              | Frankreich                   | VCR      |
| Vendée U Pays de la Loire                         | Frankreich                   | VDU      |
| Victoire Hiroshima                                | Japan                        | VCH      |
| Victoria Sports Pro Cycling                       | Philippinen                  | VSC      |
| VolkerWessels Cycling Team                        | Niederlande                  | VWT      |
| Voster ATS Team                                   | Polen                        | VOS      |
| Vride                                             | Iran                         | VRI      |
| Wanty-Nippo-Re Uz                                 | Belgien                      | WNR      |
| WSA KTM Graz                                      | Österreich                   | WSA      |
| Wuzhishan SCOM MVMT Cycling Team                  | Volksrepublik China          | WZS      |
| XDS Astana Development Team                       | Kasachstan                   | AQD      |
| Xspeed United Continental                         | Kanada                       | XSU      |